# Munīr Qādirī
Munīr Qādirī (persisch منیر قادری; * 1971 oder 1972; † 2011 Unfall zwischen Teheran und Maschhad) war eine iranische Philologin und Historikerin.

## Leben
Ghaderi studierte Germanistik an der Universität Teheran sowie persische Kultur an der „Academy of Persian Language and Literature“ in Teheran. Zusammen mit Ḥabīb Allah Ismāʻīlī veröffentlichte sie Bücher über Geschichte und war Mitherausgeberin der Teheraner Fachzeitschrift Book of the month: History & Geography. In einer ihrer Rezensionen kritisierte sie die abendländische Sichtweise, die Josef Wiesehöfer in seiner Analyse Altpersiens (Aufstand Gaumātas und die Anfänge Dareios' I, 1978) vertritt. Sie wirkte zudem bei der Konferenz für Islamische Historiographie mit.
2011 starb sie bei einem Autounfall zwischen Teheran und Maschhad. Ihr letztes, posthum mitveröffentlichtes Buch behandelte die National Consultative Assembly (Originaltitel persisch کليميان و ارامنه در اسناد مجلس شوراي ملي, OCLC 962302416). Die Übersetzung eines historischen Werkes aus dem Deutschen konnte sie nicht mehr vollenden.

## Schriften
- Publikationsliste im Virtual International Authority File
- Zahlreiche Artikel in der Zeitschrift Book of the month: History & Geography OCLC 492965761